# Porta della Dogana
Porta della Dogana era un'antica porta di Palermo ubicata a ridosso della Cala adiacente alla chiesa di Santa Maria della Catena.

## Storia
Aperta nel 1520 per far transitare in città tutte le merci pervenute via mare, smistate nei Regi Magazzini Doganali e gravate delle regie e civiche gabelle.
Perfezionata nel 1628 dal viceré di Sicilia Francesco Fernández de la Cueva, duca di Alburquerque. Il Senato Palermitano, nella persona del pretore Antonio de Requisens, conte di Buscemi e principe di Pantelleria, decretò di chiamarla Porta Alburquerque, come recitava l'iscrizione, ma fu volgarmente nominata Porta della Dogana, colloquialmente Porta della Doganella.
Il varco era sovrastato da un'aquila marmorea recante le armi reali e due scudi raffiguranti rispettivamente le armi del Senato Palermitano e quelle del viceré. La porta era costruita con pietre d'intaglio, decorata con pilastri, cornici, fasce, architravi, mensole e fregi. Il manufatto misurava 60 palmi d'altezza per 40 di larghezza, con un vano di passaggio alto 30 palmi e largo 15.

## Posizione
Il manufatto era inglobato nella cortina denominata Mura della Lupa. Si stagliava accanto al cantone nord-orientale, oggi occupato dalla scalinata d'accesso della chiesa di Santa Maria della Catena. Altrimenti nota come Porta della Doganella (a' Duaniedda), era una delle cinque porte che si aprivano sull'arco de La Cala, la prima che si incontrava provenendo dal Foro Italico. Oggi non è più esistente: fu abbattuta intorno al 1852, per agevolare il crescente traffico veicolare.